# Team Surprise
AKB48 Team Surprise, ou simplement Team Surprise, est un sous-groupe créé des groupes sœurs AKB48, SKE48 et HKT48, pour une marque de Pachinko, Kyoraku. Il est produit par le créateur des groupes 48 Yasushi Akimoto. Rina Kawaei remplace Atsuko Maeda pour les performances en live du groupe. Cette team spéciale a sorti des singles (numérotés par ordre chronologique), regroupés dans une sorte d'album de scène réalisé en format numérique et physique.

## Membres respectifs du groupe

### Team Surprise (2012)
- Team A: Atsuko Maeda (AKB48), Haruna Kojima (AKB48), Mariko Shinoda (AKB48), Aki Takajo (AKB48 et JKT48), Minami Takahashi (AKB48)
- Team K: Tomomi Itano, Yūko Ōshima (AKB48), Minami Minegishi (AKB48), Sae Miyazawa (AKB48 et SNH48), Yui Yokoyama (AKB48)
- Team B: Yuki Kashiwagi (AKB48), Rie Kitahara (AKB48), Mayu Watanabe (AKB48)
- Team 4: Haruka Shimazaki (AKB48)
- Team S: Rena Matsui (SKE48)
- Team H: Rino Sashihara (HKT48)

### Team Surprise (2013)
- Team A: Minami Takahashi (AKB48), Yui Yokoyama (AKB48), Mayu Watanabe (AKB48)
- Team K: Rie Kitahara (AKB48), Yūko Ōshima (AKB48)
- Team B: Yuki Kashiwagi (AKB48), Haruna Kojima (AKB48), Haruka Shimazaki (AKB48), Aki Takajo (AKB48 et Team Kaigai)
- Team 4: Minami Minegishi (AKB48)
- Team E: Rena Matsui (SKE48)
- Team H: Rino Sashihara (HKT48)
- Graduée d'AKB48: Atsuko Maeda (avec Rina Kawaei comme substitut), Mariko Shinoda, Tomomi Itano
- Team Kaigai: Sae Miyazawa (AKB48 et SNH48)

## Discographie

### Team Surprise1stStage
Leur premier "stage", appelé Juuryoku Sympathy, a comme particularité d'avoir été découvert grâce aux différents singles, sortis (en exclusivité) au Japon.
| 1.  | Juuryoku Sympathy (重力シンパシー)                     | Tout le groupe |  |
| 2.  | Suiyōbi no Alice (水曜日のアリス)                      | Rino Sashihara, Haruka Shimazaki, Rena Matsui, Minami Minegishi, Mayu Watanabe                                    |  |
| 3.  | Sono Mama de (そのままで)                              | Tomomi Itano, Yui Yokoyama, Aki Takajo                                                                            |  |
| 4.  | Namida ni Shizumu Taiyō (涙に沈む太陽)                 | Yuki Kashiwagi, Mariko Shinoda, Sae Miyazawa                                                                      |  |
| 5.  | Kimi no C/W (君のC/W)                                  | Mayu Watanabe, Haruka Shimazaki, Aki Takajo                                                                       |  |
| 6.  | 1994-nen no Raimei (1994年の雷鳴)                      | Yūko Ōshima, Tomomi Itano, Minami Takahashi, Mariko Shinoda, Haruna Kojima                                        |  |
| 7.  | Omoidasu Tabi ni Tsuraku Naru (思い出す度につらくなる) | Atsuko Maeda, Haruna Kojima                                                                                       |  |
| 8.  | Oteage Lullaby (お手上げララバイ)                      | Minami Takahashi                                                                                                  |  |
| 9.  | Kinmokusei (キンモクセイ)                              | Atsuko Maeda, Yūko Ōshima, Yuki Kashiwagi                                                                         |  |
| 10. | Suteki na Sankaku Kankei (素敵な三角関係)              | Rino Sashihara, Rena Matsui, Sae Miyazawa, Rie Kitahara, Yui Yokoyama, Minami Minegishi                           |  |
| 11. | Tabidachi no Toki (旅立ちのとき)                       | Tout le groupe |  |
| 12. | AKB Festival (AKBフェスティバル)                       | Tout le groupe |  |
| 13. | Kimi ga Omotteru yori... (キミが思ってるより...)       | Tout le groupe |  |
| 14. | Dessan (デッサン)                                      | Minami Takahashi, Rino Sashihara                                                                                  |  |
| 15. | Heart no Vector (ハートのベクトル)                     | Atsuko Maeda, Haruka Shimazaki, Yuki Kashiwagi, Yui Yokoyama, Mariko Shinoda, Rena Matsui                         |  |
| 16. | Megami wa Dokode Hohoemu? (女神はどこで微笑む？)       | Yūko Ōshima, Mayu Watanabe, Tomomi Itano, Haruna Kojima, Sae Miyazawa, Minami Minegishi, Rie Kitahara, Aki Takajo |  |